# Andrzej Piaseczny

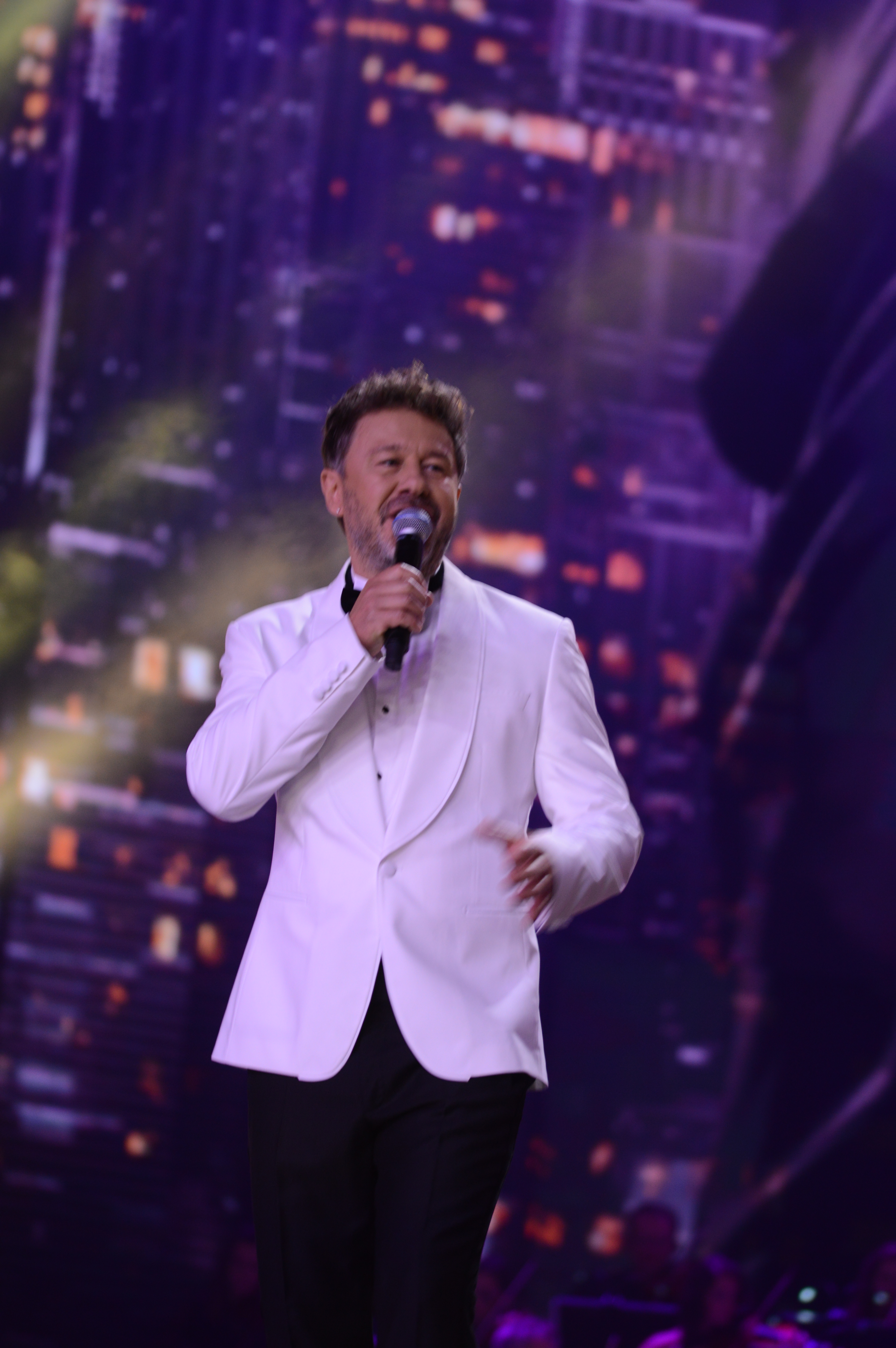
Andrzej 'Piasek' Piaseczny (2022)

Piasek, pseudoniem van Andrzej Tomasz Piaseczny (Pionki, 6 januari 1971) is een Pools zanger die in Polen veel furore maakt. Piasek is onder meer bekend vanwege de Barbara Dex Award bij het Eurovisiesongfestival.
Tijdens het Eurovisiesongfestival 2001 zong Piasek Polen naar een 20e plaats toe (met 11 punten) met het liedje 2 long.
In 2011 is hij naast Katarzyna Szczot, Anna Dąbrowska en Adam Darski een jurylid in de eerste editie van The Voice of Poland dat vanaf september 2011 op TVP2 wordt uitgezonden. In het najaar van 2015 nam hij na vier seizoenen afwezigheid weer plaats in een van de coachstoelen. De andere coaches waren ditmaal Maria Sadowska, Edyta Górniak en het duo Tomson & Baron van de Poolse muziekgroep Afromental.
In 2015 bracht Piaseczny een cd uit opgenomen met het Metropole Orkest uit Nederland: Kalejdoskop. Op een dvd die bij de cd meeverkocht werd, zijn de opnamen te zien met het orkest.